# Pro bono publico
Pro bono publico (spesso abbreviata in pro bono) è una frase derivata dal latino che significa "per il bene di tutti". Questa locuzione è spesso usata per descrivere un fardello professionale di cui ci si fa carico volontariamente e senza la retribuzione di alcuna somma, come un servizio pubblico.
È comune nella professione legale, in cui – a differenza del concetto di volontariato – rappresenta la concessione gratuita di servizi o di specifiche competenze professionali al servizio di coloro che non sono in grado di affrontarne il costo.